# Tätigkeitsabzeichen (Wehrmacht)
Die Tätigkeitsabzeichen der Wehrmacht waren gleich dem Tätigkeitsabzeichen der heutigen Bundeswehr eine Auszeichnung für nachgewiesene spezial fachspezifische Militärausbildungen aller drei Wehrmachtteile (Heer, Luftwaffe und Kriegsmarine). Die Verleihung der Tätigkeitsabzeichen der Wehrmacht erfolgte an Unteroffiziere und Mannschaftsdienstgrade. Gleichfalls gab es Tätigkeitsabzeichen für Futtermeister usw. denen die Betreuung der Militärlasttiere oblag.

## Tätigkeitsabzeichen der Luftwaffe
| Bezeichnung                 | Stiftungsdatum | Aussehen und Beschaffenheit | Truppenteile | Bild |
| Taucher-Tätigkeitsabzeichen | Oktober 1940   | Das Taucher-Abzeichen der Luftwaffe wurde am linken Ärmel getragen. Es war für die zivile Besatzung von Flugsicherungsschiffen gedacht und zeigte auf dunkelblauen Grundtuch (bzw. zum Tafelhemd auf grauem Trillich) einen gewebten Taucherhelm. | Luftwaffe    |      |

- Tätigkeitsabzeichen der Flak-Artillerie

## Tätigkeitsabzeichen der Kriegsmarine
- Geschützführer für Seeziel- und Flakartillerie kleinerer Fahrzeuge (flammende Granate, 1 Winkel)
- Geschützführer für Mittelartillerie der Schiffe bzw. Zerstörer (flammende Granate, 2 Winkel)
- Geschützführer für schwere Artillerie der Schiffe (flammende Granate, 3 Winkel)
- Flak-Maschinenschütze bzw. -Flakbeobachter (flammende Granate mit zwei seitlichen Flügeln)
- Flakgeschützführer II (flammende Granate mit zwei seitlichen Flügeln, darunter 1 Winkel)
- Flakgeschützführer I (flammende Granate mit zwei seitlichen Flügeln, darunter 2 Winkel)